# Venera (album)
Venera je drugi studijski album hrvatskog rock sastava Manntra. Album je 3. ožujka 2015. godine objavila diskografska kuća Croatia Records.

## Popis pjesama
Tekstovi: Marko Matijević Sekul, osim pjesme "Crni čovjek" koju je napisao sa Zoltanom Lečeijem. 
| 1.    | »Bijeli prah«   | Marko Matijević Sekul          | 3:55 |
| 2.    | »Sin«           | Matijević Sekul                | 3:50 |
| 3.    | »Duboko«        | Matijević Sekul                | 3:43 |
| 4.    | »Vila«          | Matijević Sekul, Marko Purišić | 3:13 |
| 5.    | »Mornar«        | Matijević Sekul, Purišić       | 3:53 |
| 6.    | »Put«           | Matijević Sekul                | 4:16 |
| 7.    | »Put (Part II)« | Matijević Sekul                | 2:52 |
| 8.    | »Venera«        | Matijević Sekul                | 4:20 |
| 9.    | »Stranci«       | Matijević Sekul                | 4:24 |
| 10.   | »Crni čovjek«   | Matijević Sekul                | 3:35 |
| 38:00 |                 |                                |      |

## Osoblje
| Manntra - Marko Matijević Sekul — vokali, klavijature, gitara, snimanje, miksanje, produkcija - Zoltan Lečei — bas-gitara - Marko Purišić — gitara - Andrea Kert — bubnjevi Dodatni glazbenici - Zoran Karlić — sopile (na pjesmi 4) - Donat Gnjatović — harmonika (na pjesmi 5) - Klapa Neverin — zborski vokali (na pjesmi 4) - Vokalisti Salone — dodatni vokali (na pjesmi 5) Ostalo osoblje - Žarko Pak — snimanje (vokala) - Matej Gobec — snimanje (bubnjeva) - JP Chalbos — mastering - Mathieu Bameullea — mastering - Filip Filković Philatz — naslovnica - Strychneen Studio — ilustracije |